# 明星大偵探（第一季）
《明星大偵探》第一季，是一檔中国大陆湖南廣播電視臺旗下網路平台芒果TV推出的明星推理综艺节目，引进了韩国JTBC综艺《Crime Scene 犯罪现场》的制作模式，每期以烧脑悬疑的案件为背景，由多名明星玩家扮演不同角色，并收集现场证据，找出真正的凶手。首季在韩国综艺团队的编剧和导演到现场指导下进行。
第一季于2016年3月27日至6月23日，每週日晚上8點播出。

## 节目形式
每期节目共有六位明星玩家，分别在剧情中扮演为侦探和嫌疑人两种角色。侦探需进行案件分析与侦查，其余五位嫌疑人中隐藏着一名兇手，只有兇手可說謊。玩家需在场景内寻找线索指认真凶，成功找到真正的凶手後，玩家便能获胜。
遊戲設置偵探酬金，如玩家获胜侦探可获得两根金条，其余玩家分别获得一根金条，兇手成功隐藏身份，則拿走全部金條。

### 游戏环节
不在场证明阐述
五名嫌疑人分别阐述自己的不在场证明。
第一轮

现场搜证：六名玩家分为两组轮流取证，限时十分钟，每人可拍摄十张照片。
第一次集中推理：根据搜集到的证据完成推理，完成后侦探需要当众投出第一票。
第二轮

现场搜证：六名玩家集体进入现场取证，中途侦探可以单独提审嫌疑人。

第二次集中推理：两轮搜证后，六名玩家集中总结推理思路。
单独投票

六名玩家进行非公开单独投票，得票最多的玩家则被指控进笼。

## 参演嘉宾

### 固定玩家
| 姓名   | 年齡           | 参与期数        | 綽號                                            | 備註                                              |
| ------ | -------------- | --------------- | ----------------------------------------------- | ------------------------------------------------- |
| 撒貝寧 | 1976年3月23日  | 全季            | 狗頭偵探 福爾摩撒 雙北CP 撒柯基                 | 偵探編號001「狗頭」                               |
| 何炅   | 1974年4月28日  | 全季            | 搜證王 金條王 雙北CP 何泰迪 何三歲              | 偵探編號002「小幺」                               |
| 王鷗   | 1982年10月28日 | 1-2、4-13       | 貓眼偵探 直覺女神                               | 偵探編號003「貓眼」                               |
| 吴映洁 | 1989年8月11日  | 全季            | 搜證王 警犬/犬王/搜證犬 開鎖王/鎖匠             | 偵探編號004「警犬」                               |
| 大張偉 | 1983年8月31日  | 2-3、5、10-13   | 太陽 段子手                                     | 偵探編號005「太陽」                               |
| 白敬亭 | 1993年10月15日 | 1-3、7-9、12-13 | 狄仁白 工藤新白 背锅俠 注孤生 白薩摩 白RAP 白譜 | 偵探編號006「Rap」 原為本季嘉賓，後成為固定玩家。 |

### 飛行玩家
| 姓名     | 簡介                         | 参与期数     | 备注     |
| -------- | ---------------------------- | ------------ | -------- |
| 喬振宇   | 中國內地男演員               | 前戲篇、1、9 | 首發玩家 |
| 朱元冰   | 中國內地男歌手、演員、主持人 | 1            |          |
| 陳若軒   | 中国内地男演员               | 3            |          |
| 劉昊然   | 中国内地男演员               | 4            |          |
| 歐陽娜娜 | 台灣女演員、歌手、大提琴家   | 4            |          |
| 張若昀   | 中国内地男演员               | 5、8         |          |
| 魏大勛   | 中國內地男演員、歌手、主持人 | 6            |          |
| 孫堅     | 中国内地男演员               | 6            |          |
| 蔡康永   | 臺灣主持人、作家、導演       | 7            |          |
| 王嘉爾   | 香港男歌手 、音樂人          | 10           |          |
| 炎亞綸   | 台灣男歌手、演員及主持人     | 11           |          |

## 节目列表
| 期數      | 播出日期 （2016年） | 主題                      | 受害人（NPC） | 出演人物及角色                      | 出演人物及角色                                                                                          | 最终结果 |
| 期數      | 播出日期 （2016年） | 主題                      | 受害人（NPC） | 侦探                                | 其他玩家                                                                                                | 最终结果 |
| --------- | ------------------- | ------------------------- | ------------- | ----------------------------------- | --- | --- |
| 前戲篇    | 3月27日             | 名侦探的聚集              | 甄霸道        | 何炅 撒贝宁 吴映洁 乔振宇 王鸥      | 不適用                                                                                                  | 結果 何炅：90分 撒贝宁：88分 吴映洁：50分 乔振宇：45分 王鸥：30分*本集为推理能力测试*                       |
| 01        | 4月3日              | 网红校花的坠落            | 夏晴天        | 撒探长（撒贝宁） 侦探助理（朱元冰） | 何痴情（何炅） 鸥学妹（王鸥） 鬼学姐（吴映洁） 乔学长（乔振宇） 白老师（白敬亭）                        | 結果 檢舉成功 兇手：鬼學姐                                                                                  |
| 02        | 4月10日             | 冲不上的云霄              | 甄副驾        | 撒探长（撒贝宁）                    | 何见习（何炅） 鸥空姐（王鸥） 鬼乘务（吴映洁） 大機長（大张伟） 白空少（白敬亭）                        | 結果 檢舉失敗 兇手：何见习                                                                                  |
| 03        | 4月17日             | 男团鲜肉的战争            | 甄部长        | 鬼探长（吴映洁）                    | 何美男（何炅） 撒微笑（撒贝宁） 大主唱（大张伟） 白rap（白敬亭） 陳舞蹈（陈若轩）                       | 結果 檢舉失敗 兇手：陳舞蹈                                                                                  |
| 04        | 4月24日             | 人鱼之泪                  | 甄岛主        | 何探长（何炅）                      | 撒老闆（撒贝宁） 鬼少爷（吴映洁） 鸥助理（王鸥） 然朋友（刘昊然） 娜公主（欧阳娜娜）                    | 結果 檢舉成功 兇手：鸥助理                                                                                  |
| 05        | 5月1日              | 消失的新郎                | 甄新郎        | 撒探長（撒贝宁）                    | 何证婚（何炅） 鸥新娘（王鸥） 鬼伴娘（吴映洁） 大伴郎（大张伟） 张策划（张若昀）                        | 結果 檢舉失敗 兇手：何证婚                                                                                  |
| 06        | 5月8日              | 疯狂的郁金香              | 甄橙          | 鸥探長（王鸥）                      | 何香水（何炅） 撒天才（撒贝宁） 鬼化學（吴映洁） 魏有錢（魏大勋） 孙基因（孙堅）                        | 結果 檢舉成功 兇手：孙基因                                                                                  |
| 07        | 5月15日             | 請回答1998                | 甄老闆        | 何探長（何炅）                      | 撒霸王（撒贝宁） 鬼少女（吴映洁） 白狀元（白敬亭） 鸥美人（王鸥） 蔡文化（蔡康永）                      | 結果 檢舉成功 兇手：撒霸王                                                                                  |
| 08        | 5月22日             | 都是漂亮惹的祸            | 甄院長        | 白探長（白敬亭）                    | 何副院（何炅） 撒患者（撒贝宁） 鬼護士（吴映洁） 鸥清潔（王鸥） 張代表（張若昀）                        | 結果 檢舉成功 兇手：張代表                                                                                  |
| 09        | 5月29日             | 决战欧冠之巅              | 甄射手        | 撒探長（撒贝宁）                    | 何前輩（何炅） 白小西（白敬亭） 鬼隊醫（吴映洁） 鸥寶貝（王鸥） 喬小羅（喬振宇）                        | 結果 檢舉失敗 兇手：鸥寶貝                                                                                  |
| 10        | 6月5日              | 决战欧冠之巅              | 英雄不聯盟    | 鬼探長（吴映洁）                    | 何串串（何炅） 撒蹦蹦（撒贝宁） 鸥校花（王鸥） 大膜王（大张伟） 王影帝（王嘉尔）                        | 結果 檢舉成功 兇手：大膜王                                                                                  |
| 11        | 6月12日             | 帥府有鬼                  | 甄大帥        | 何探長（何炅）                      | 撒參謀（撒贝宁） 鬼留洋（吴映洁） 鸥姨太（王鸥） 大天師（大张伟） 炎少帥（炎亞綸）                      | 結果 檢舉失敗 兇手：大天師                                                                                  |
| 12        | 6月19日             | 命运的巨轮                | 詹姆士·甄     | 不適用                              | 卡尔·何（何炅） 杰克·撒（撒贝宁） 船长·白（白敬亭） 女巫·鬼（吴映洁） 露丝·鸥（王鸥） 海盜·大（大張偉） | 結果 檢舉失敗 兇手：杰克·撒                                                                                 |
| 颁奖 典礼 | 6月23日             | 明星大侦探第一季 颁奖典礼 | 不適用        | 不適用                              | 何炅 撒贝宁 吴映洁 白敬亭 王鸥 大张伟                                                                   | 結果 花式虐狗奖：双北CP（何炅、撒贝宁） 2333奖：大张伟 演技上天奖：王鸥 全是套路奖：何炅 最强推理王：撒贝宁 |

## 金條榜
| 金條榜   | 金條榜     |
| 玩家     | 獲得金條數 |
| -------- | ---------- |
| 何炅     | 20根       |
| 王鷗     | 12根       |
| 撒貝寧   | 12根       |
| 大張偉   | 6根        |
| 鬼鬼     | 6根        |
| 陳若軒   | 6根        |
| 白敬亭   | 4根        |
| 喬振宇   | 1根        |
| 劉昊然   | 1根        |
| 蔡康永   | 1根        |
| 魏大勛   | 1根        |
| 王嘉爾   | 1根        |
| 歐陽娜娜 | 1根        |